# Yvridiosuchus
Yvridiosuchus es un género extinto de teleosáurido crocodiliforme del Bathoniense en Inglaterra y Francia.

## Taxonomía
El tipo y la única especie conocida es Y. boutilieri. Yvridiosuchus es el miembro más antiguo de Machimosaurini, un grupo de teleosaurios grandes y depredadores con poderosas mandíbulas y dientes. Yvridiosuchus fue nombrado en base a que tiene características tanto de los teleosáuridos anteriores como de las machimosaurinas derivadas, como los dientes cónicos y romos. Coexistió con el teleosaurio más generalista Deslongchampsina.